# Râul Găunoasa, Holbav
Râul Găunoasa este un afluent al râului Holbav.  

## Hărți
- Harta județul Brașov
- Harta munții Perșani  Arhivat în 13 iunie 2008, la Wayback Machine.